# Bet365
bet365 – grupa przedsiębiorstw branży hazardu internetowego, obsługująca ponad dziewięć milionów klientów w ponad 200 krajach. Grupa zatrudnia ponad 2000 pracowników. W maju 2012 roku firma została sponsorem drużyny Stoke City F.C..
Zakłady sportowe i zakłady finansowe są licencjonowane i regulowane przez Gambling Commission – regulatora tego rynku w Wielkiej Brytanii. Gry hazardowe – poker, bingo – są licencjonowane i regulowane przez rząd Gibraltaru. bet365 jest członkiem IBAS i w kwestiach spornych podlega wszelkim decyzjom tej organizacji.
Po wycofaniu się bwin.com z wielu krajów, bet365 jest liderem w Europie pod względem liczby oferowanych zakładów.

## Oferta
Zakłady bukmacherskie bet365 obejmują ponad 40 dyscyplin. Serwis udostępnia transmisje wydarzeń sportowych na żywo.
W roku 2020 bet365 oferował ponad 200 tys. przekazów na żywo, umożliwiając bieżące stawianie zakładów. Bukmacher umożliwia obstawianie wielu niszowych dyscyplin (np. gry w lotki) oraz niskich lig piłkarskich.
Od października 2017 Bet365 nie posiada licencji na prowadzenie zakładów bukmacherskich w Polsce.

## Nagrody
Serwis bet365 został wyróżniony tytułem Operator of the Year w zorganizowanym przez magazyn eGaming Reviewer konkursie eGaming Review Operator Awards 2010.
W roku 2010 firma została sklasyfikowana na trzecim miejscu wśród stu brytyjskich, prywatnych firm przynoszących największe zyski.